# Emanuelle e gli ultimi cannibali
Emanuelle e gli ultimi cannibali è un film horror del 1977, scritto e diretto da Joe D'Amato, alias Aristide Massaccesi.
Quinta pellicola della serie Emanuelle nera, rientra, per i temi trattati, nel filone cannibal movie.

## Trama
Emanuelle lavora come foto-reporter per un periodico scandalistico newyorkese. Sempre alla ricerca di scoop, la giornalista decide di farsi internare in un manicomio al fine di documentare le atrocità che avvengono all'interno dell'istituto mentale. 
La cronista, durante la sua permanenza, assiste ad un episodio raccapricciante: una paziente aggredisce un'infermiera al seno e si ciba del suo organo. Emanuelle nota un dettaglio particolare: la squilibrata ha un tatuaggio tribale posto nella zona inguinale. Grazie all'aiuto dell'antropologo Mark Lester, la protagonista scopre che tale marchio è un simbolo identificativo della schiera cannibale degli Apiaca. Decide, così, di mettersi in viaggio alla volta dell'Amazzonia per compiere l'ennesimo scoop della sua carriera.

## Produzione
Il lungometraggio è stato girato principalmente a Roma. Sono presenti, inoltre, sequenze filmate a New York. Le atmosfere amazzoniche vennero ricreate nei dintorni di Mazzano Romano. Stando alla testimonianza del truccatore Fabrizio Sforza, il film fu ultimato in circa due settimane.
Contrariamente alla maggior parte delle opere di Massaccesi dell'epoca, la pellicola non contiene materiale hard.

## Distribuzione
Uscì nelle sale italiane il 21 ottobre del 1977. Fu distribuito, successivamente, nelle principali città europee. 
È conosciuto col titolo internazionale Emanuelle and the Last Cannibals.
Per i contenuti espliciti, la pellicola venne vietata ai minori di 18 anni. Nel 2018, tramite una revisione ministeriale, il limite fu abbassato ai 14.

## Promozione
- That Emanuelle girl is back more EROTIC & EXOTIC than ever;
Emanuelle è tornata più EROTICA ed ESOTICA che mai.

## Colonna sonora
La partitura sonora venne affidata al maestro Nico Fidenco, storico collaboratore di Massaccesi. La colonna sonora è edita dalla Beat Records. 
Il tema principale è noto col titolo Make Love on the Wind, una canzone che contamina il funk con il genere afro-cubano.

## Accoglienza
Accolto negativamente dalla critica, come la maggior parte dei lavori del cineasta romano, il film venne recensito da Paolo Mereghetti come «dilettantistico e con scene particolarmente ripugnanti».
Eli Roth, intervistato da Manlio Gomarasca per il suo documentario Inferno rosso. Joe D'Amato sulla via dell'eccesso, ha rivelato che Emanuelle e gli ultimi cannibali è tra i suoi film preferiti.